# Украинцы на Кубани
Украи́нцы на Кубани (укр. Українці на Кубані) — одна из крупнейших национальных общин Кубани, которая сформировалась исторически и внесла значительный вклад в освоение и развитие данного региона.
Историческое переселение запорожских казаков на Кубань в конце XVIII века связано с именем одного из основателей и администратора Черноморского казачьего войска — атаманом Антоном Андреевичем Головатым. Кубанские земли были пожалованы императрицей Екатериной II «в вечное и потомственное владение» в знак благодарности за участие в русско-турецкой войне.
Украинцы являлись этническим большинством на Кубани: начиная с освоения данной территории в конце XVIII века и до проведения политики русификации, репрессий и переселений, раскулачивания и голода на Кубани в 20-30-х годах XX века.
Активная национально-культурная и политическая деятельность украинской общины в период Гражданской войны привели к созданию независимого государства — Кубанская народная республика, которое ориентировалось на интеграцию с Украиной (УНР) на основе федерализма.

## История

### Российская империя
Устойчивая и непрерывная история формирования и эволюции украинской компоненты в этнокультурном пространстве Кубани берет свое начало в конце XVIII в.
После заключения мира в русско-турецкой войне украинскому казачьему войску (прежние запорожские казаки) были предоставлены новые земли, полученные по её итогам, — вдоль побережья Чёрного моря между реками Днестр и Буг, а само войско было переименовано в «Черноморское казачье войско». Однако черноморцам выделенной земли было недостаточно и в 1792 году Антон Головатый во главе казачьей делегации отправился в столицу с целью вручения Екатерине II прошения о предоставлении земель Черноморскому казачьему войску в районе Тамани и «окрестностей», взамен отобранных сечевых земель (см. Ликвидация Запорожской Сечи (1775 год)).
Переговоры шли непросто и долго — прибыв в Петербург в марте, делегация прождала Высочайшего решения до мая. Делегация просила выделить войску земли не только в Тамани и Керченском полуострове (на что уже было дано согласие Потёмкиным в 1788 году), но и земли на правом берегу реки Кубань, тогда ещё никем не заселённые. Царские сановники выговаривали: «земли много требуете», но Головатый не зря был выбран в уполномоченные — его образованность и дипломатичность сыграли свою роль в успехе. Он говорил на латыни и сумел убедить Екатерину II во всеобщей пользе от такого переселения и Черноморским казакам были пожалованы земли на Тамани и Кубани «в вечное и потомственное владение». Официально дарственные грамоты и хлеб-соль на пожалованную землю были вручены делегации на специальном приёме у императрицы в конце июня 1792 года.
Переселение с территории Украины на Кубань начинается в 1792 году, а в 1796 году на Кубани уже насчитывалось 32 тысячи украинских казаков Черноморского войска.
В 1809 – 1811 годах переселилось 41 534 казаков Полтавской и Черниговской губернии, в 1820 – 1825 гг. переехало ещё 48 392 человека, а в 1848 – 1849 в регион прибыло 14 218 выходцев с Украины. Последнее масштабное переселение украинцев на Кубань — 1142 семьи азовских казаков.
По итогам данных переселений к середине XIX века на Кубани насчитывалось уже более 400 тысяч украинцев.
|  |  |  |

Положительная динамика роста украинского присутствия на Кубани в конце XIX века развивалась следующим образом:
- По данным 1882 года 46,8% жителей Кубанской области составляли украинцы, тогда как на долю русских приходился 41 %.
- В переписи 1897 года национальность не указывалась, только родной язык. По данным на 1897 год в Кубанской области украинцев — 47,36 %, русских — 42,56 %. Почти половина украинцев проживала в Темрюкском (28 %) и Ейском (22 %) отделах. В Черноморской губернии украинцы составляли 16,9 %, доля русских — 42,8 %.

### Кубанская народная республика
Украинское национальное движение и общественно-политическая жизнь активизировались после распада Российской империи.
28 января 1918 года Кубанской краевой войсковой радой во главе с Николаем Рябоволом на землях бывшей Кубанской области была провозглашена независимая Кубанская народная республика, которая существовала в период с 1918 по 1920 годы.
Приоритетными направлениями внутренней политики были: решение социальных, национальных и экономических проблем, мероприятия по переводу на украинский язык учебных заведений в районах, где украинцы составляли большинство. Во внешней политике — борьба с большевизмом, ориентация на Украину, в частности поддержка движения за объединение с Украиной на федеративной основе.
|  |  |  |

### Советский период
После свёртывания украинизации на Кубани и до распада СССР культурно-демографические позиции кубанских украинцев оставались ослабленными по сравнению с предыдущим периодом.
По официальным данным, за период с 1897 по 1926 год численность украинцев выросла на 73,95%. Темпы ежегодного прироста были не высоки – 2,55 %. По данным переписи 1926 года в четырёх округах Северо-Кавказского края — Кубанском, Армавирском, Майкопском и Черноморском украинское население составляло 50,3%, доля русских в 1926 году была значительно ниже. В Кубанском и Черноморском они составляли до 33% населения, тогда как в Армавирском и Майкопском русские численно доминировали. Свою роль сыграли и миграционные процессы. Большая масса людей мигрировала на Кубань во время Гражданской войны — 788,3 тыс. чел..
В дальнейшем в советский период численность украинцев сокращалась и характеризовалась следующей динамикой:
- Численность украинцев в 1939 году по сравнению с периодом 1926 года сократилась на 89,2%. Одновременно численность русских выросла на 86,5%.
- По результатам переписи 1939 года у около двух миллионов украинцев была изменена национальная идентификация[6]. Если по переписи 1926 года украинцы составляли 50,3 % населения Кубани, то русские - всего 41,6%. В 1939 году русских было уже 88,1 %, а украинцев — 4,9 % . Численность русских в 1926 году - 1 309 362 или 41,62 %, в 1939 году - 2 582 067 или 88,10 %., прирост достиг 97,2 %. Численность украинцев в 1926 году была 1 580 895 чел. или 50,25 %., а в 1939 году - 143 744 чел. или 4,9 %. Убыль составила 90,9 %[6].
- Количество украинцев в 1939 году на Кубани равнялось 143 774 чел. или 4,9 % от всего населения Кубани, а в 1959 году было 137 604 человек или 3,96 % от всего населения, убыль составила 4,3% [6][17].
- Украинцев на Кубани в 1959 году было 137 604 чел.; в 1970 году — 158 497 чел.; прирост составил — 15,2 %. В 1979 году украинцев насчитывалось 156 500 чел.; убыль составила 1,3%. Наблюдался рост городского населения: 1959 — 49,08 %; 1970 — 57,61 %, 1979 — 59,22 %[6][18].

Таким образом, с конца XVIII — до середины XIX вв. растут и абсолютные, и относительные показатели численности украинцев. В течение второй половины XIX — первой четверти XX веков растёт численность украинцев, а доля в составе населения падает. В течение 1930-х годов наблюдается резкая убыль численности украинцев более чем на 90%, что связано с политикой русификации и сменой нац. идентичности. В дальнейшем в течение советского периода количество украинцев на Кубани оставалось в целом стабильным.
Свою роль в русификации украинских черноморцев на территории Кубани сыграл ряд событий:
- создание единого Кубанского войска[19],
- превращение Екатеринодара из войскового города в гражданский, разрешение свободно поселяться иногородним на Кубани[20],
- Эмсский указ императора Александра II, направленный на запрет использования украинского языка[7][21],
- голод на Кубани (1932-1933)[8][9] со значительными жертвами среди украинского населения как большинства по переписи 1926 года[22].
- репрессивная политика и насильственные переселения в 30-е годы XX века[10]. Одним из примеров является выселение в станице Полтавская в 1932 году[10][11].

Правда эти причины встречают своё возражение:
- Эмсский указ императора Александра II издан в 1872 году, между тем доля украинцев с 1882 до 1897 года выросла[6].
- Голод на Кубани (1932-1933) касался всех народов и не делил людей по национальности[9].

## Демографическая статистика

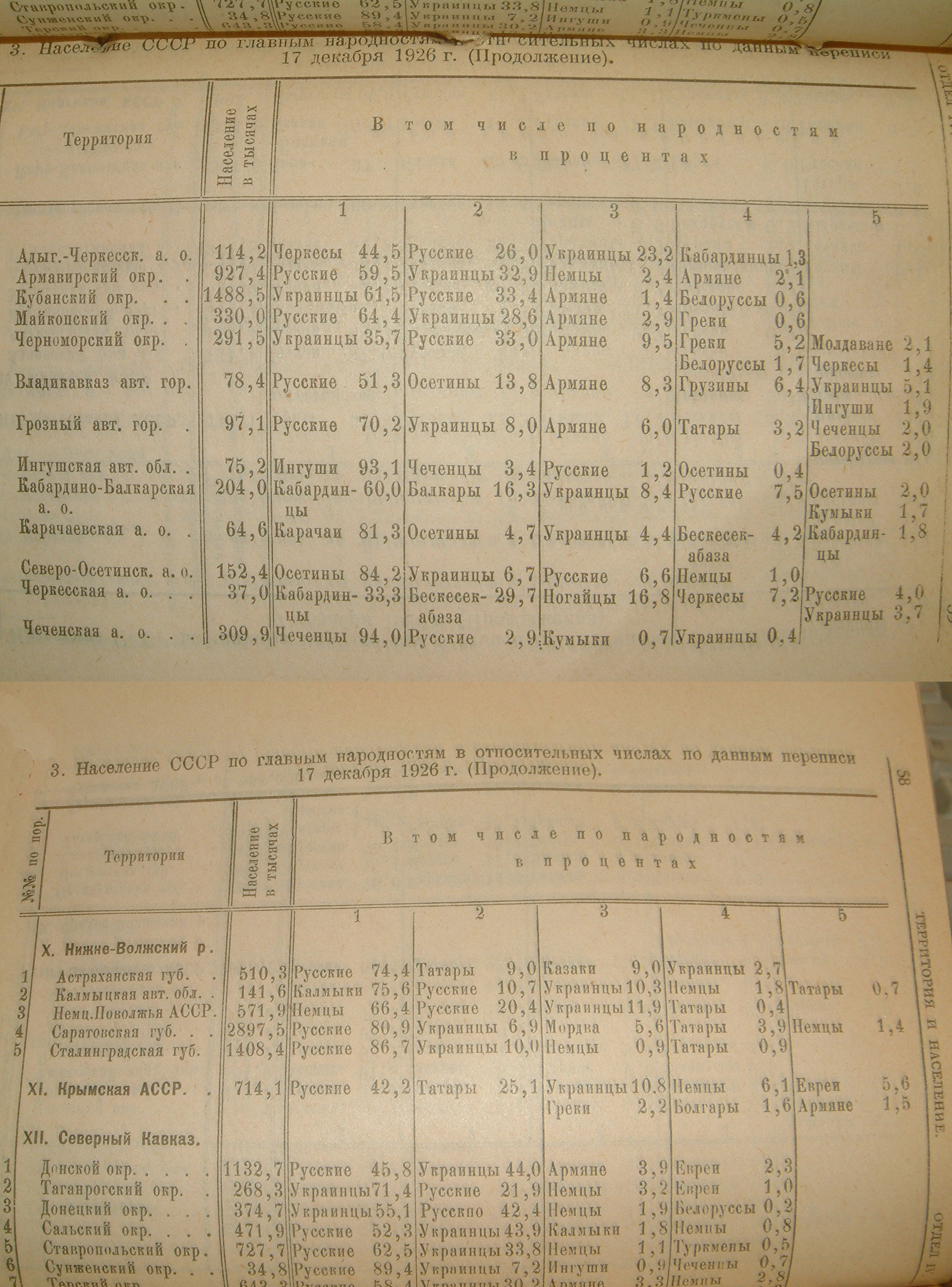
Перепись населения 1926 года в СССР. Украинцы составляют 61,5 % в Кубанском округе, значительный процент и в др. регионах

По результатам первой всеобщей переписи населения Российской Империи 1897 численность населения Кубани (Кубанской области) составляла 1 918 881 человек. Национальный состав по языку в 1897 году:
| Район            | %       |
| ---------------- | ------- |
| Таманский        | 75,20 % |
| Ейский           | 73,90 % |
| Екатеринодарский | 51,80 % |
| Кавказский       | 45,80 % |
| Баталпашинский   | 27,10 % |
| Майкопский       | 31,30 % |
| Лабинский        | 18,90 % |
| Всего            | 47,40 % |

Всего по данным национального состава Кубанского округа переписи населения СССР 1926 года в нём проживало 915 450 украинцев, составлявших 62,20 %.

## Культура и язык
Одним их характерных признаков представителей украинского этноса, проживающих на территории Кубани, является русификация молодого поколения. Многие люди с украинскими корнями на Кубани идентифицируют себя как русских, либо как принадлежащих к казачеству. Причем на первое место по важности ставится принадлежность к казачеству наряду с местом рождения и районом проживания.
Свою роль в русификации украинских черноморцев на территории Кубани сыграл ряд событий:
- создание единого Кубанского войска[19],
- превращение Екатеринодара из войскового города в гражданский, разрешение свободно поселяться иногородним на Кубани[20],
- Эмсский указ императора Александра II, направленный на запрет использования украинского языка[21],
- голод на Кубани (1932-1933)[8][9] со значительными жертвами среди украинского населения как большинства по переписи 1926 года[22].
- репрессивная политика и насильственные переселения в 30-е годы XX века[10]. Одним из примеров является выселение на Урал жителей станицы Полтавская в 1932 году[10][11].

Памятник Т.Г. Шевченко в Краснодаре

Старейшая общественная организация украинцев Кубани — «Общество украинской культуры Кубани», позднее — «Общество украинцев Кубани». Много лет по его инициативе в Краснодаре проходит конкурс на лучшее чтение стихов Т.Г. Шевченко, возрождается искусство игры на бандуре, организовывается обучение школьников Кубани в образовательных учреждениях Украины. В 2007 году в рамках кампании организации был отреставрирован памятник Т.Г. Шевченко.
В связи с научной составляющей кубанского украинофильства особого внимания заслуживают работы В.К. Чумаченко по истории украинской литературы Кубани, основанные на мощной исторической базе, включающей документы не только украинских и российских архивов, но и архивов дальнего зарубежья. В них исследователь, наряду с литературоведческими проблемами, затронул многие аспекты этнополитического контекста культурной жизни.
Украинская музыкальная и песенная культура широко представлена в Кубанском казачьем хоре под руководством В.Г. Захарченко. Под эгидой Кубанского казачьего хора организовано преподавание украинского языка в школе имени В.Г. Захарченко. Эта школа - крупнейший на Кубани центр обучения игре на бандуре. Кубанский казачий хор проводит наиболее серьёзные и значимые мероприятия, на которых звучат украинские песни и музыка, такие как фестиваль «Кубанский казачок». Например, на XXI фестивале «Кубанский казачок» в составе коллектива «Мрия» выступали бандуристы из станицы Северская.
|  |  |  |

## Искусство бандуристов
Исторически на Кубани было развито искусство бандуристов, которое сформировалось на основе кобзарской традиции, перенесённой на Кубань с Украины.
Первым кубанским кобзарем следует считать судью Черноморского казачьего войска Антона Головатого, исполнительскому мастерству которого во время дипломатических миссий к царскому двору кубанцы в какой-то степени обязаны своими территориальными приобретениями. Созданные им песни стали народными, а одна из них — «Ой, та годі нам журитися…» долго считалась неофициальным гимном Кубани. Бандурой увлекался кубанский просветитель Кирилл Россинский, часто бывала она в доме наказного атамана войска, писателя Якова Кухаренко.
Первая кобзарская школа была основана в Екатеринодаре летом 1913 года по инициативе Николая Богуславского. По рекомендации Гната Хоткевича он пригласил преподавателем летних курсов молодого харьковского студента Василия Емец, будущего автора книги «Кобза та кобзарі» ("Кобза и кобзари"). Емец отнесся к работе серьёзно и выпустился первый выпуск бандуристов. Среди его первых учеников были Антон Чёрный, Адамович-Глебов и Алексей Обабко.
Вторую кобзарскую школу возглавил Алексей Обабко в 1916 году. Её выпускниками были Савва и Фёдор Дибровы, Василь Ляшенко, Докия Дарнопых, Пётр Бугай и сын атамана станицы Ахтырской Михаил Телига (как член Организации украинских националистов расстрелян гестапо в феврале 1942 г. в Бабьем Яру вместе со свой женой — поэтессой Еленой Телигой), которому некоторые исследователи приписывают авторство знаменитого «Запорожского марша».
|  |  |  |

Официальная власть относилась к возрождению кобзарства враждебно, однако первые репрессии обрушились лишь в годы Гражданской войны, со стороны как белых, так и красных. Отдельная часть истории кубанского кобзарства — возрождение бандуры в 1920-х — начале 1930-х годов, что закончилось тотальными репрессиями против носителей данного искусства. В. Емец, А. Чёрный, Ф. Диброва, М. Телега оказались в эмиграции. Свирид Сотниченко, Степан Жарко, Конон Безщасный и Николай Богуславский стали жертвами большевистского террора, а Семён Брыж совершил самоубийство.
В наше время традиции игры на кобзе и лире постепенно возрождают артисты Кубанского казачьего хора, ансамбля «Кубанцы», а также несколько полупрофессиональных коллективов. Два десятилетия посвятил изучению истории кобзарства на Кубани, сбору и реставрации бандур ялтинский бандурист-педагог Алексей Нырко. На старинной бандуре играет и выступает концертмейстер Кубанского Казачьего хора — Юрий Булавин. С 1993 года при Краснодарской детской экспериментальной школе народного искусства действует ансамбль бандуристок, который возглавляет Лариса Цихоцкая.